# Czapni
Czapni – wieś w Armenii, w prowincji Sjunik. W 2011 roku liczyła 112 mieszkańców.